# Aria (revista)
Aria é uma revista de mangá josei e shōjo japonesa publicada pela Kodansha. A editora anunciou em abril de 2010 planos para uma nova revista; em 28 de julho do mesmo ano a primeira edição da Aria foi publicada. A revista possui encadernação no formato B5. Tem como público alvo jovens mulheres entre 16 e 22 anos de idade.
Em 2013 a Kodansha aumentou a tiragem da Aria em cerca de 500%
, aproximadamente 80.000 cópias, devido a demanda da publicação do Shingeki no Kyojin: Kuinaki Sentaku, um spin-off do popular Shingeki no Kyojin.

## Séries atuais
| Título da série                                                   | Autor             | Início            |
| ----------------------------------------------------------------- | ----------------- | ----------------- |
| Amatou Penguin (甘党ペンギン)                                     | Sonishi Kenji     | Agosto de 2010    |
| Ano Natsu. (あのなつ。)                                           | Chika             | Fevereiro de 2016 |
| Gokurakuchou Dead End (極楽町デッドエンド)                        | Kuroe Yui         | Maio de 2016      |
| Hatsukoi Monster (初恋モンスター)                                 | Hiyoshimaru Akira | Janeiro de 2013   |
| Inferno (インフェルノ)                                            | Takadono Madoka   | Julho de 2015     |
| Kakei no Alice (架刑のアリス)                                     | Yuki Kaori        | Janeiro de 2014   |
| Kotou no Oni (孤島の鬼)                                           | Edogawa Ranpo     | Janeiro de 2016   |
| Matome★Groggy Heaven (まとめ★グロッキーヘブン)                    | Mitao Den         | Janeiro de 2015   |
| Mermaid Boys (マーメイド・ボーイズ)                               | Sarachi Yomi      | Março de 2016     |
| Nanatsu no Taizai Production (七つの大罪プロダクション)           | Sakamoto Chiemi   | Novembro de 2015  |
| Okobore Hime to Entaku no Kishi (おこぼれ姫と円卓の騎士)          | Ishida Rinne      | Junho de 2013     |
| Ouji ga Watashi wo Akiramenai! (王子が私をあきらめない!)          | Asada Nikki       | Fevereiro de 2015 |
| Prison Hearts (プリズンハーツ)                                    | Suruga Hikaru     | Outubro de 2015   |
| Sengoku Vamp (戦国ヴァンプ)                                       | Hoonoki Sora      | Dezembro de 2015  |
| Shinobi, Koi Utsutsu (忍び、恋うつつ)                             | Aoi Mito          | Janeiro de 2015   |
| Usotsuki Boyfriend (嘘つきボーイフレンド)                         | Kirishima Sou     | Maio de 2013      |
| Watanuki-san ni wa Boku ga Tarinai (四月一日さんには僕がたりない) | Tooyama Ema       | Maio de 2014      |
| Yagi-kun to Mei-san (ヤギくんとメイさん)                          | Bikke             | Maio de 2015      |

## Séries finalizadas
- No.6
- Shingeki no Kyojin: Kuinaki Sentaku
- Junketsu + Kareshi
- K: Memory of Red
- Watashi no Ookami-kun
- Pika☆Ichi
- Kore wa Koi no Hanashi
- GDGD-DOGS
- Nise no Chigiri
- Ani ga Imouto de Imouto ga Ani de.
- Magnolia
- K: Days of Blue
- Ghost Hunt: Akumu no Sumu Ie
- Iiki no Ki
- Kirikago-hime to Mahoutsukai
- Haikyo Shoujo
- Geten no Hana
- Asami-sensei no Himitsu
- Sengoku Blood: Bara no Keiyaku
- Honey Rabbit!
- K: Countdown
- Hotel la Vie en Rose
- Hoshikuzu Drop
- Setsuna Graffiti
- Juuza Engi: Engetsu Sangokuden
- SSG: Meimon Danshikou Keppuroku
- Neo Kiseijuu f
- Dorothy wa Gokigennaname?
- Oyasumi Jack the Ripper
- Mukuro Chandelier
- Jauhara Genya
- Ouji-sama to Haiiro no Hibi
- Otome x Ranbu
- Hakamori Majo Bianca
- Wannin!
- K: Dream of Green
- Love Comedy no Baka
- Ensemble Stars!
- Himitsu no Bara Juujidan
- Dhaldot no Akujiki Musume
- Kemono Kingdom: Zoo
- Subete ga F ni Naru
- Nightmare Express
- Monmon Mononoke
- Light Novel
- Bakemono Club
- Chi to Chocolate
- Kurogane Girl
- Sleeping Beauty
- Dakara Kaneda wa Koi ga Dekinai